# Nguyễn Xuân Trường (Hà Tây)
Nguyễn Xuân Trường (sinh năm 1959) là đại biểu Quốc hội Việt Nam khóa XIII, thuộc đoàn đại biểu Hải Phòng.

## Tiểu sử
Ngày sinh: 26/03/2002
Giới tính: Nam
Dân tộc: Kinh
Tôn giáo: Không
Quê quán: Xã Minh Châu, huyện Ba Vì, TP Hà Nội
Trình độ chính trị: Cao cấp lý luận chính trị
Trình độ chuyên môn: Thạc sỹ Quản lý Giáo dục
Nghề nghiệp, chức vụ: Phó Giám đốc Sở Giáo dục và Đào tạo TP. Hải Phòng; Ủy viên Uỷ ban Văn hoá, Giáo dục, Thanh niên, Thiếu niên và Nhi đồng của Quốc hội
Nơi làm việc: Sở Giáo dục và Đào tạo Hải Phòng - 37 Minh Khai, Q. Hồng Bàng, TP.Hải Phòng
Ngày vào đảng: 2/9/1988
Nơi ứng cử: TP Hải Phòng
Đại biểu Quốc hội khoá: XIII
Đại biểu chuyên trách: Không
Đại biểu Hội đồng Nhân dân: Không